# Beit Fajjar
Beit Fajjar (en árabe: بيت فجار) es una ciudad palestina localizada a ocho kilómetros al sur de Belén, en la Gobernación de Belén, en el centro de Cisjordania. Según la Oficina Central de Estadísticas de Palestina, la ciudad tenía una población estimada de 14.909 habitantes en 2022.

## Historia
Se cree que Beit Fajjar fue una zona de acampada para el califa ortodoxo Umar ibn al-Jattab. Beit Fajjar fue principalmente tierras de cultivo hasta el siglo XIX, cuando se transformó poco a poco en un asentamiento urbano. Los residentes remontan su ascendencia a una familia seminómada del Haurán. Sus tierras habían pertenecido previamente al pueblo de Buraikut. La localidad se encontraba en el punto más alto de la zona y más tarde la ciudad se expandió hacia otras colinas. Durante el Mandato británico de Palestina, entre los años 1920 y 1948, Beit Fajjar fue utilizado como punto de observación para el área de Belén y Hebrón. Durante las más de cinco décadas de ocupación por parte del Estado de Israel, Beit Fajjar nunca ha sufrido de los toques de queda o cierres militares israelíes, según los informes por su importancia como proveedor de piedra labrada.

## Economía
Los principales sectores económicos son la agricultura y la piedra labrada. Beit Fajjar es una importante ciudad en la industria de la piedra, sobre todo en el suministro de meleke, ampliamente conocida como piedra de Jerusalén, que se utiliza en la construcción de edificios en Israel y Palestina. Hay 138 puntos de venta de piedra en Beit Fajjar, de un total de 650 en el conjunto de Cisjordania.

## Conflicto árabe-israelí
El 4 de octubre de 2010, una mezquita en Beit Fajjar fue atacada por pirómanos que rociaron con queroseno las alfombras y las encendieron en torno a las 3:00 AM. Los atacantes dejaron un "símbolo de la Estrella de David y las palabras 'Price Tag'" sobre la puerta, unas palabras asociadas a los colonos extremistas israelíes, por lo que los residentes palestinos los acusaron de la autoría del atentado. El asentamiento israelí de Gush Etzion está cerca de la localidad.